# Rogalewo
Rogalewo (dodatkowa nazwa w j. kaszub. Rogalewò) – osada leśna wsi Wiele w Polsce, położona w województwie pomorskim, w powiecie kościerskim, w gminie Karsin, na obrzeżach Wdzydzkiego Parku Krajobrazowego, w kompleksie leśnym Borów Tucholskich, nad zachodnim brzegiem jeziora Wielewskiego. 
Osada jest częścią składową sołectwa Wiele. 
Znajduje się tu m.in. ośrodek wypoczynkowy Stoczni Północnej z Gdańska.
W latach 1975–1998 osada należała administracyjnie do województwa gdańskiego.